# بايرون كاستيلو
بايرون كاستيلو (مواليد 10 نوفمبر 1998) هو لاعب كرة قدم إكوادوري يلعب في مركز الظهير الأيمن في نادي برشلونة.

## روابط خارجية
- بايرون كاستيلو على موقع قاعدة بيانات كرة القدم.إي يو (الإنجليزية)
- بايرون كاستيلو على موقع ناشيونال فوتبول تيمز (الإنجليزية)
- بايرون كاستيلو على موقع Soccerway.com (الإنجليزية)
- بايرون كاستيلو على موقع عالم كرة القدم.نت (الإنجليزية)